# 柏林電動大獎賽
柏林電動大獎賽（英語：Berlin ePrix）是在德国柏林举行的開輪式賽車電動方程式大獎賽，它于2014－15年電動方程式錦標賽開始舉辦賽事。

## 賽道

### 滕珀爾霍夫機場街道賽道

用于首届柏林電動大獎賽的賽道佈局，与当前滕珀爾霍夫機場街道賽道的佈局大不相同。

2015年柏林電動大獎賽在滕珀尔霍夫机场的临时赛道上举行。滕珀爾霍夫機場街道賽道全長2.469公里，一眾車手會在賽道上跑17個圈。由于柏林-滕珀尔霍夫机场在2016年被用于收容难民，所以2016年无法在那里举行柏林電動大獎賽。滕珀尔霍夫机场于2017年再次舉辦柏林電動大獎賽。賽會對賽道佈局作出更新，更新后的佈局全長2.250公里，總共有10个弯道。由於滕珀爾霍夫機場街道賽道是賽程上唯一一条以旧混凝土鋪設的赛道，因此赛道抓地力較低，還會加劇輪胎磨損程度。 
由于在2月至6月期间受到2019冠状病毒病的影響令賽季停擺，2020年柏林電動大獎賽舉行了3场雙連賽（Double Header）。每场雙連賽都在不同的赛道佈局上进行，一场比赛以正常佈局进行，一场以逆向佈局进行，最后一场比赛以正常佈局進行，但更改了5号和6号弯。

### 柏林市中心街道賽道
由于滕珀爾霍夫機場在2016年被用于收容难民，因此2016年柏林電動大獎賽在围绕卡尔·马克思大街的柏林市中心街道賽道上舉行。柏林市中心街道賽道长1.927公里，有11个弯，维修区位于卡尔·马克思大街上。

## 比賽结果

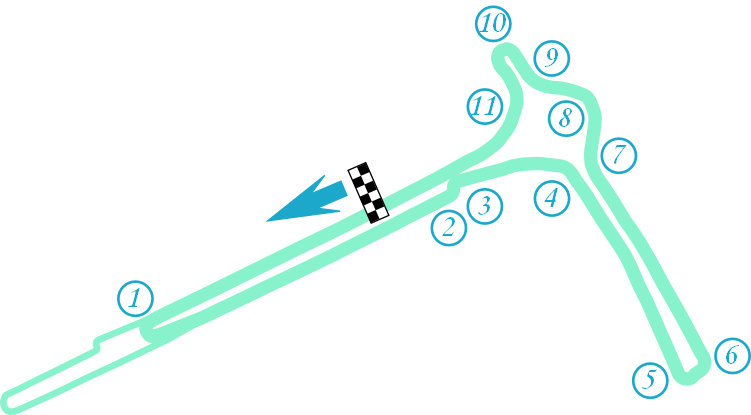
柏林電動大獎賽于2016年在卡尔·马克思大街的柏林市中心街道賽道举行。

滕珀爾霍夫機場街道賽道的正常布局（2017年至今）

滕珀爾霍夫機場街道賽道的逆向布局（2020年至今）

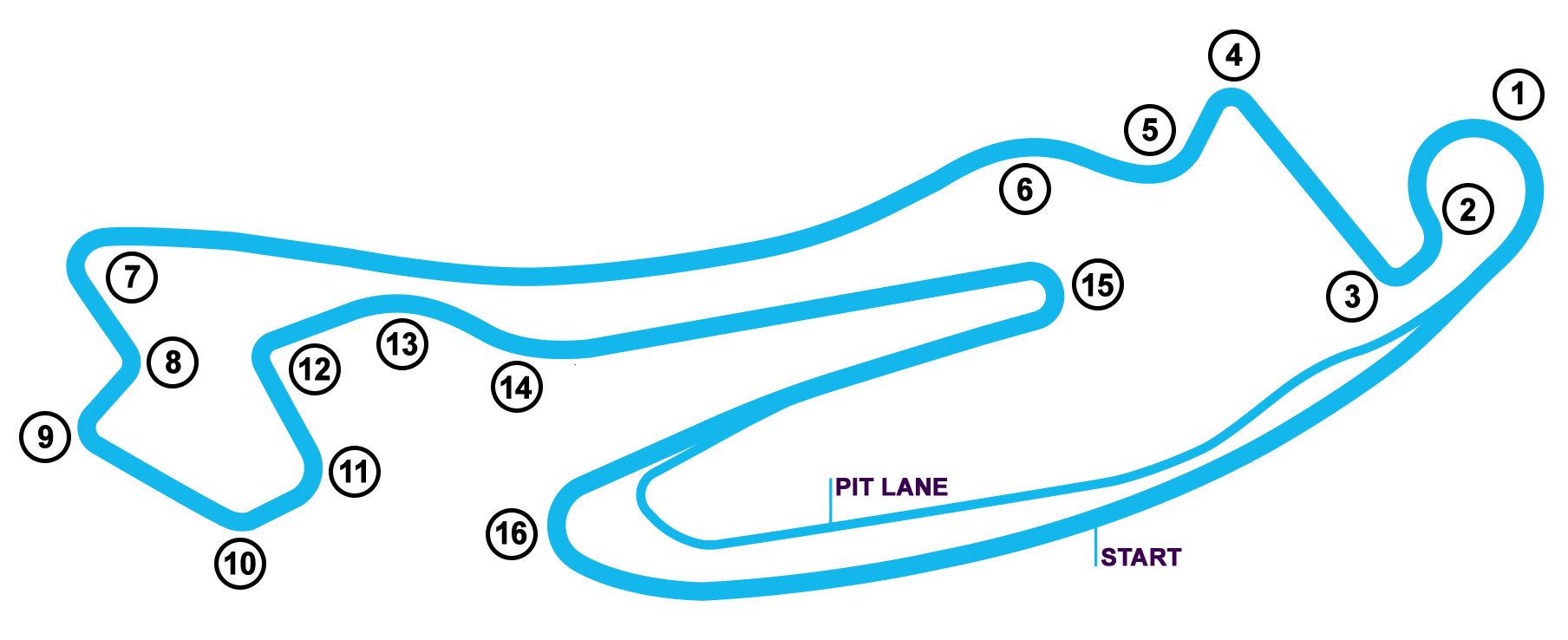
滕珀爾霍夫機場街道賽道的延長布局（2020年）

| 年份   | 年份       | 賽道                   | 冠軍                                | 第二                                | 第三                           | 杆位                                | 最快圈速                                              | 報告 |
| ------ | ---------- | ---------------------- | ----------------------------------- | ----------------------------------- | ------------------------------ | ----------------------------------- | ----------------------------------------------------- | ---- |
| 2015年 | 2015年     | 滕珀爾霍夫機場街道賽道 | 熱羅姆·丹布羅西奧 龍之隊            | 塞巴斯蒂安·布米 e.dams雷诺          | 洛伊克·杜瓦尔 龍之隊           | 亞諾·楚理 楚理車隊                  | 尼爾森·小皮奎 中国車隊                                | 報告 |
| 2016年 | 2016年     | 柏林市中心街道賽道     | 塞巴斯蒂安·布米 e.dams雷诺          | 丹尼尔·阿布特 奥迪                  | 盧卡斯·迪·格拉西 奥迪          | 让-埃里克·韦尔涅 DS维珍             | 布鲁诺·塞纳 马恒达车队                                | 報告 |
| 2017年 | 第一場比賽 | 滕珀爾霍夫機場街道賽道 | 菲利克斯·羅辛基斯 马恒达车队        | 盧卡斯·迪·格拉西 奥迪               | 尼克·海费尔德 马恒达车队       | 盧卡斯·迪·格拉西 奥迪               | 米奇·埃文斯 捷豹                                      | 報告 |
| 2017年 | 第二場比賽 | 滕珀爾霍夫機場街道賽道 | 塞巴斯蒂安·布米 e.dams雷诺          | 菲利克斯·羅辛基斯 马恒达车队        | 盧卡斯·迪·格拉西 奥迪          | 菲利克斯·羅辛基斯 马恒达车队        | 马罗·恩格尔 文图里                                    | 報告 |
| 2018年 | 2018年     | 滕珀爾霍夫機場街道賽道 | 丹尼尔·阿布特 奥迪                  | 盧卡斯·迪·格拉西 奥迪               | 让-埃里克·韦尔涅 钛麒          | 丹尼尔·阿布特 奥迪                  | 丹尼尔·阿布特 奥迪                                    | 報告 |
| 2019年 | 2019年     | 滕珀爾霍夫機場街道賽道 | 盧卡斯·迪·格拉西 奥迪               | 塞巴斯蒂安·布米 e.Dams-日产         | 让-埃里克·韦尔涅 钛麒          | 塞巴斯蒂安·布米 e.Dams-日产         | 盧卡斯·迪·格拉西 奥迪                                 | 報告 |
| 2020年 | 第一場比賽 | 滕珀爾霍夫機場街道賽道 | 安東尼奧·費利克斯·達·科斯塔 钛麒-DS | 安德烈·洛特尔 保时捷                | 山姆·伯德 远景                 | 安東尼奧·費利克斯·達·科斯塔 钛麒-DS | 安東尼奧·費利克斯·達·科斯塔 钛麒-DS                   | 報告 |
| 2020年 | 第二場比賽 | 滕珀爾霍夫機場街道賽道 | 安東尼奧·費利克斯·達·科斯塔 钛麒-DS | 塞巴斯蒂安·布米 e.Dams-日产         | 盧卡斯·迪·格拉西 奥迪          | 安東尼奧·費利克斯·達·科斯塔 钛麒-DS | 斯托弗·范多恩 梅赛德斯-EQ                             | 報告 |
| 2020年 | 第三場比賽 | 滕珀爾霍夫機場街道賽道 | 馬克西米利安·岡瑟 宝马-安德雷蒂     | 羅賓·夫林斯 远景                    | 让-埃里克·韦尔涅 DS钛麒-DS汽車 | 让-埃里克·韦尔涅 DS钛麒-DS汽車      | 米奇·埃文斯 捷豹                                      | 報告 |
| 2020年 | 第四場比賽 | 滕珀爾霍夫機場街道賽道 | 让-埃里克·韦尔涅 DS钛麒-DS汽車      | 安東尼奧·費利克斯·達·科斯塔 钛麒-DS | 塞巴斯蒂安·布米 e.Dams-日产    | 让-埃里克·韦尔涅 DS钛麒-DS汽車      | 安東尼奧·費利克斯·達·科斯塔 钛麒-DS                   | 報告 |
| 2020年 | 第五場比賽 | 滕珀爾霍夫機場街道賽道 | 奥利弗·罗兰 e.Dams-日产             | 羅賓·夫林斯 远景                    | 勒內·拉斯特 奥迪               | 奥利弗·罗兰 e.Dams-日产             | 盧卡斯·迪·格拉西 奥迪                                 | 報告 |
| 2020年 | 第六場比賽 | 滕珀爾霍夫機場街道賽道 | 斯托弗·范多恩 梅赛德斯-EQ           | 尼克·德弗里斯 梅赛德斯-EQ           | 塞巴斯蒂安·布米 e.Dams-日产    | 斯托弗·范多恩 梅赛德斯-EQ           | 尼克·穆勒 龙车队                                      | 報告 |
| 2021年 | 第一場比賽 | 滕珀爾霍夫機場街道賽道 | 盧卡斯·迪·格拉西 奥迪               | 艾度亞度·莫他拿 文图里-梅赛德斯     | 米奇·埃文斯 捷豹               | 让-埃里克·韦尔涅 DS钛麒-DS汽車      | 勒內·拉斯特 奥迪                                      | 報告 |
| 2021年 | 第二場比賽 | 滕珀爾霍夫機場街道賽道 | 諾曼·納托 文图里-梅赛德斯           | 奥利弗·罗兰 日产e.dams              | 斯托弗·范多恩 梅赛德斯-EQ      | 斯托弗·范多恩 梅赛德斯-EQ           | 盧卡斯·迪·格拉西 奥迪 勒內·拉斯特 奥迪                | 報告 |
| 2022年 | 第一場比賽 | 滕珀爾霍夫機場街道賽道 | 艾度亞度·莫他拿 文图里-梅赛德斯     | 让-埃里克·韦尔涅 DS钛麒-DS汽車      | 斯托弗·范多恩 梅赛德斯-EQ      | 艾度亞度·莫他拿 文图里-梅赛德斯     | 盧卡斯·迪·格拉西 文图里-梅赛德斯 帕斯卡·韋亞連 保时捷 | 報告 |
| 2022年 | 第二場比賽 | 滕珀爾霍夫機場街道賽道 | 尼克·德弗里斯 梅赛德斯-EQ           | 艾度亞度·莫他拿 文图里-梅赛德斯     | 斯托弗·范多恩 梅赛德斯-EQ      | 艾度亞度·莫他拿 文图里-梅赛德斯     | 尼克·卡西迪 远景 艾度亞度·莫他拿 文图里-梅赛德斯      | 報告 |

### 多次奪冠車手
| 奪冠次數 | 車手                        | 奪冠年份                     |
| -------- | --------------------------- | ---------------------------- |
| 2        | 塞巴斯蒂安·布米             | 2016年、 2017年 (第二场比賽) |
| 2        | 安東尼奧·費利克斯·達·科斯塔 | 2020年（第一場和第二場比賽） |
| 2        | 盧卡斯·迪·格拉西            | 2019年、2021年（第一場比賽） |

## 備注
1. ↑  由於迪·格拉西未能進入前十，拉斯特獲得了最快圈速積分。
2. ↑  由於迪·格拉西未能進入前十，拉斯特獲得了最快圈速積分。
3. ↑  由於迪·格拉西未能進入前十，韋亞連獲得了最快圈速積分。
4. ↑  由於卡西迪未能進入前十，莫他拿獲得了最快圈速積分。